# Nicola Da Rin
Nicola Da Rin (Cortina d'Ampezzo, 20 settembre 1970) è un ex hockeista su ghiaccio e allenatore di hockey su ghiaccio italiano.

## Carriera agonistica

### Squadre
Ha iniziato a giocare ad hockey su ghiaccio all'età di 4 anni seguendo le orme del padre e degli zii. Dopo aver partecipato a tutti i campionati nelle categorie giovanili nel 1987, ha esordito in prima squadra con la SG Cortina, che in quella stagione giocava nel campionato di serie A.
Nella stagione 1991  la SG Cortina retrocede in serie A2 dove Da Rin giocherà fino alla stagione 1995-1996. Anche se in questa stagione il campionato italiano di hockey su ghiaccio Da Rin lo gioca con Cortina, viene convocato dall'HC Varese a partecipare all'Alpenliga. Nella stagione successiva gioca con l'HC Feltre in serie A2, contribuendo alla promozione della squadra in serie A. L'ultima stagione da giocatore la disputa nel campionato di massima serie con l'HC Feltre.

### Nazionale
Nella stagione 1989-1990 ha fatto parte della nazionale Under-21, partecipando ai campionati mondiali junior di serie C.
Nella stagione 1990-1991 ha partecipato ai campionati mondiali junior di serie C risultando il capo cannoniere della Nazionale.
Nella stagione 1991-1992 ha fatto parte della nazionale maggiore disputando incontri amichevoli e tutta la preparazione per le Olimpiadi di Albertville.

## Allenatore
Dal 2008 al 2011 Nicola Da Rin è allenatore dell'HC Bologna Wizzards.